# Разыков, Юсуп Сулейманович
Юсу́п Сулейма́нович Разы́ков (узб. Yusuf Roziqov; род. 5 июня 1957, Ташкент) — узбекский и российский кинорежиссёр и сценарист. Заслуженный деятель искусств Республики Узбекистан (2001).

## Биография
Родился 5 июня 1957 года в Ташкенте в семье военнослужащего. Отчим — Лев Теватросович Херунцев, армянин, был лётчиком гражданской авиации, бортинженером.  
После окончания школы учился в ТашГУ на филологическом факультете и одновременно работал на киностудии «Узбекфильм» осветителем. В 1986 окончил сценарный факультет ВГИКа (мастерская В. К. Черных).
В 1984 году на Московском фестивале молодёжных фильмов фильм по его сценарию Лестница в доме с лифтом (режиссёр Аман Камчибеков) получил главный приз фестиваля за лучший сценарий короткометражного фильма. 15 лет прожил в Москве, где работал на киностудии «Мосфильм».
С октября 1999 года — директор киностудии «Узбекфильм», с 2004 года — её художественный руководитель.
Режиссёр и сценарист первых узбекских сериалов «Домла» (1994), «Порядок» (1997).

## Работы

### Режиссёр
- 1990 — Под маской «Чёрной кошки»
- 1993 — Ангел в огне
- 1993 — Я виноват
- 1999 — Оратор
- 2000 — Женское царство
- 2002 — Танец мужчин
- 2002 — Товарищ Бойкенжаев
- 2003 — Лекарь
- 2004 — Девичий пастух
- 2006 — Мой генерал
- 2007 — Беглянки
- 2009 — Гастарбайтер
- 2010 — Пират и пиратка
- 2010 — Любовь Надежды
- 2011 — В ожидании любви
- 2011 — В полдень на пристани
- 2012 — Мать и мачеха
- 2012 — Фёдоров
- 2013 — Стыд
- 2015 — Домработница
- 2015 — Удар Зодиака
- 2015 — Пороги
- 2017 — Турецкое седло
- 2017 — Исчезнувшая
- 2019 — Керосин
- 2019 — Танец с саблями (байопик о А. И. Хачатуряне)
- 2021 — Французский мастер

### Сценарист
- 1991 — Волкодав (совм. с Юрием Коротковым и Виталием Москаленко)
- 1987 — Горечь падения
- 1990 — Под маской «Чёрной кошки»
- 2000 — Женское царство (совместно с Махмудом Туйчиевым)
- 2011 — Наследница (совм. с Натальей Кудрявцевой)
- 2011 — Последняя минута
- 2011 — Найдёныш 2
- 2011 — Была тебе любимая (совм. с Ивелой Карпицкой)
- 2012 — Найдёныш 3
- 2012 — Военная разведка. Северный фронт
- 2012 — Сердце не камень (совм. с Анастасией Касумовой)
- 2013 — Бабье царство (совм. с Марианной Бек, Еленой Бойко)
- 2013 — Стыд (совм. с Екатериной Мавроматис)
- 2015 — Побег из Москвабада
- 2015 — Пороги
- 2017 — Турецкое седло
- 2019 — Керосин
- 2023 — Расправляя крылья (в группе сценаристов)

## Награды и номинации
- 1999 — Гран-при фестиваля стран СНГ и Балтии «Киношок» — «Оратор»
- 1999 — Премия Гильдии киноведов и кинокритиков — «Оратор»
- 2001 — Заслуженный деятель искусств Республики Узбекистан
- 2003 — Премия Гильдии киноведов и кинокритиков — «Товарищ Бойкенжаев»
- 2003 — Номинация на премию «Ника» За лучший фильм стран СНГ и Балтии — фильм «Товарищ Бойкенжаев»
- 2004 — Номинация на премию «Ника» За лучший фильм стран СНГ и Балтии — «Лекарь»
- 2006 — Номинация на премию «Ника» За лучший фильм стран СНГ и Балтии — «Девичий пастух»
- 2010 — Приз имени Валерия Фрида — Международный фестиваль фильмов о правах человека «Сталкер» — фильм «Гастарбайтер»
- 2013 — Приз ФИПРЕССИ на 48-м Международном кинофестивале в Карловых Варах[3] — «Стыд»
- 2013 — 11-й Московский фестиваль отечественного кино «Московская премьера», конкурс "Великолепная семёрка «МК»[4] — «Стыд»:
  - Приз редакции газеты «Московский комсомолец»
  - Приз журнала «Кинопроцесс»
- 2013 — VI кинофестиваль «Восток & Запад. Классика и Авангард» в Оренбурге — приз за лучший фильм фестиваля[5] — фильм «Стыд»
- 2013 — 21-й фестиваль российского кино в Онфлёре — приз зрительских симпатий[6] — «Стыд»
- 2013 — Приз имени Валерия Фрида за лучший сценарий — XIX Международного фестиваля фильмов о правах человека «Сталкер»[7] — «Стыд»
- 2013 — 7-й Лондонский фестиваль российских фильмов — специальное упоминание жюри[8] — «Стыд».
- 2014 — Гран-При 25-го Международного кинофестиваля в Триесте (Италия)[9] — «Стыд»
- 2014 — кинофестиваль «Провинциальная Россия» (Ейск) — спецприз жюри «За смелое отображение трагедии нашего времени»[10] — «Стыд»
- 2015 — XXIII кинофестиваль «Окно в Европу» — специальный приз жюри — за лучший сценарий — «Побег из Москвабада»
- 2015 — XVI Международный телекинофорум «Вместе» (Ялта) — приз за лучшую режиссёрскую работу в конкурсе телевизионных игровых фильмов — «Пороги»
- 2015 — VIII кинофестиваль «Восток & Запад. Классика и Авангард» в Оренбурге — приз Губернатора Оренбургской области им. А. Саморядова за лучший сценарий — «Побег из Москвабада»[11]
- 2016 — IX Чебоксарский международный кинофестиваль — приз за лучший сценарий — «Побег из Москвабада»[12]
- 2016 — II кинофестиваль «Евразийский мост» — специальный приз жюри — «Турецкое седло»
- 2017 — XXVIII кинофестиваль «Кинотавр» (Сочи) — «Турецкое седло»[13]:
  - приз имени М. Таривердиева за музыкальное решение фильма
  - диплом Гильдии киноведов и кинокритиков России
- 2017 — I фестиваль актуального кино «Горький fest» (Нижний Новгород) — Гран-при фестиваля — «Турецкое седло»[14]
- 2017 — X Международный кинофестиваль «Восток & Запад. Классика и Авангард» в Оренбурге — приз «Золотой сарматский лев» за лучший фильм российского конкурса — «Турецкое седло»[15]

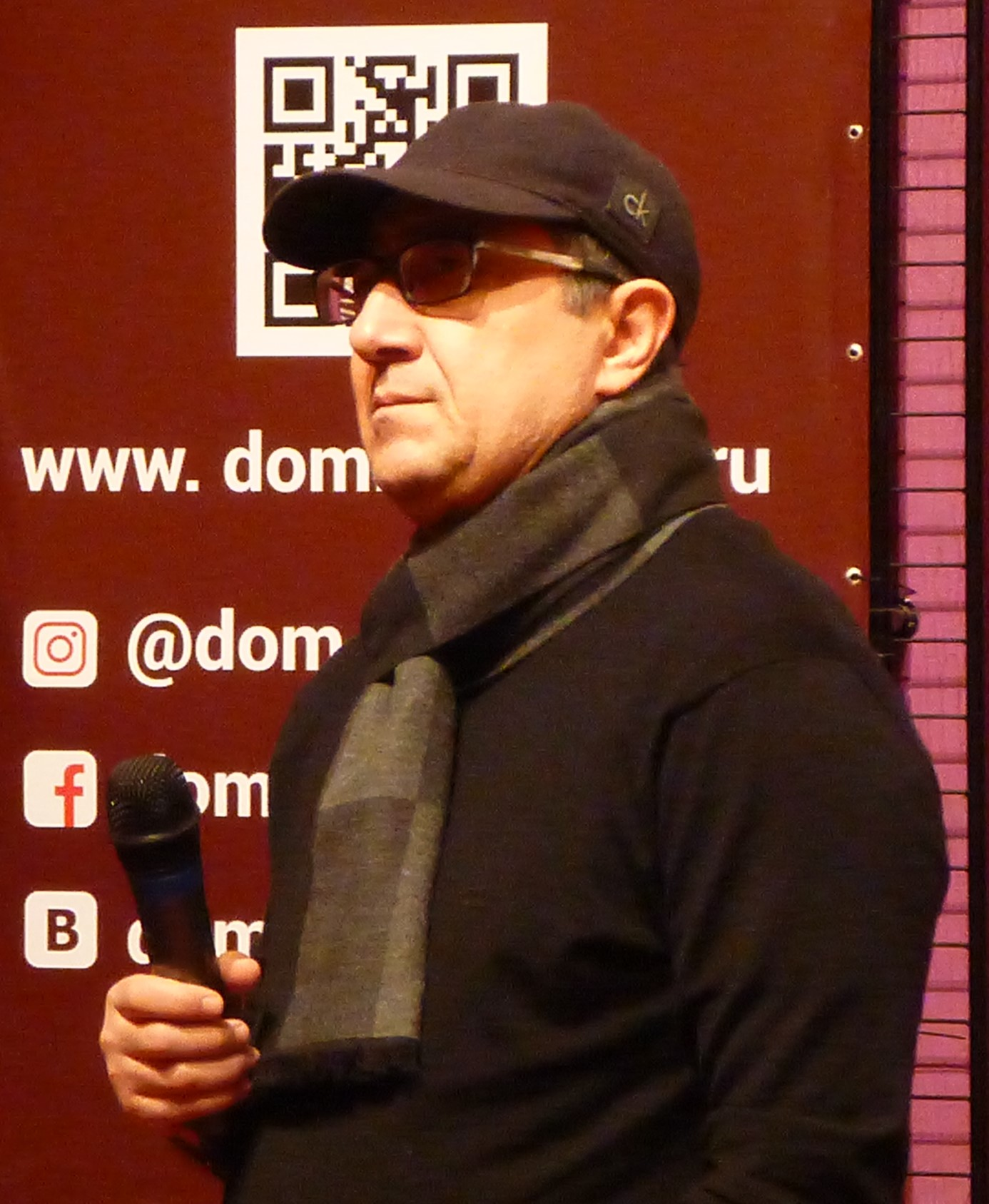
Кинофестиваль «Сталкер», Екатеринбург, 2019

- 2017 — 2-й Уральский открытый фестиваль российского кино (Екатеринбург) — «Турецкое седло»[16]:
  - приз лучшему режиссёру
  - приз лучшему продюсеру (совместно с Дарьей Лавровой, Филиппом Брусникиным, Денисом Лузановым, Александром Гадаловым)
- 2017 — VI Забайкальский международный кинофестиваль (Чита) — «Турецкое седло»[17]:
  - Гран-при «Хрустальный шар»
  - приз за лучшую режиссуру
- 2017 — II международный кинофестиваль «Евразийский мост» (Ялта) — Специальный приз жюри за самую интригующую историю — «Турецкое седло»[18]
- 2019 — приз Гильдии киноведов и кинокритиков им. Д. Дондурея на XXX Открытом российском кинофестивале «Кинотавр» в Сочи — «Керосин»[19]